# Лианьо, Конча
Консепсьон Лианьо Хиль (исп. Concepción Liaño Gil), широко известная как Конча Лианьо (исп. Concha Liaño, 24 ноября 1916, Эпине-сюр-Сен, Сена, Франция — 19 апреля 2014, Каракас) — испанская анархо-феминистка, участница Испанской революции 1936 года и основательница движения Mujeres Libres («Свободные женщины»). 

## Биография
Конча Лианьо родилась 24 сентября 1914 года в парижском пригороде Эпине-сюр-Сен в семье испанцев. Лианьо провела своё детство в Барселоне, где училась в Lycée Français. В возрасте 15 лет она присоединилась к Либертарной молодёжи.
В 1935 году вместе с другими либертарно настроенными женщинами она основала организацию Agrupación Cultural Femenina. Журнал Mujeres Libres уже существовал в Мадриде, и совпадение подходов привело к слиянию двух инициатив в Национальную федерацию свободных женщин (Mujeres Libres). Конча Лианьо и Соледад Эсторах были ответственны за распространение этого феминистского движения в Каталонии. Хотя, по словам Кончи Лианьо, оно было создано с целью стать «женским крылом CNT», и CNT, и Либертарная молодёжь относились к этому женскому движению сдержанно, относились к нему с некоторой снисходительностью: «Мы притворялись женским движением CNT, но они нас не приняли. Теперь, много лет спустя, они нас принимают. Тогда мачизм, как и сейчас, был чем-то генетическим. Во время войны с нами обращались с большим трудом, но да, они нам помогали, с трудом, но помогали. Таков был тогда менталитет».
После начала гражданской войны в Испании она была членом Революционного комитета барселонского квартала Сан-Марти-де-Провансальс и Либертарной молодёжи госпиталя Сан-Педро. В 1937 году она была редактором журнала Mujeres Libres. 
После поражения Испанской республики в 1939 году Конча Лианьо отправилась в изгнание во Францию. Вместе с другими испанскими беженцами она была заключена в один из французских концентрационных лагерей, созданных французскими властями, но ей удалось бежать в Париж. 
Горе из-за поражения Республики довело её до эмоционального кризиса, кульминацией которого стала попытка самоубийства в 1941 году. В 1943 году она переехала в Бордо. Там она сотрудничала с французским Сопротивлением во время нацистской оккупации Франции. После окончания войны в 1948 году она переехала в Венесуэлу со своей единственной дочерью, которой тогда было пять лет. Она работала сотрудницей авиакомпании в Маракайбо, а затем переехала в Каракас, где жила в скромной квартире в центре города. После Боливарианской революции Лианьо стала сторонницей президента Венесуэлы Уго Чавеса, которого она назвала «даром небес».
В 1996 году она стала одной из главных героинь документального фильма «Жить утопией» (исп. Vivir la utopía), и в том же году режиссёр Висенте Аранда, вдохновлённый Кончей Лианьо и Mujeres Libres, снял свой фильм «Анархистки», в котором одна из главных героинь названа в честь Кончи Лианьо. Однако Конча Лианьо отнеслась к фильму весьма критически. Её показания также являются частью книги Ллум Киньонеро «Nosotras que perdimos la paz» (2005).
Лианьо умерла в Каракасе 19 апреля 2014 года.